# Kyra (affluente dell'Onon)
Il Kyra (in russo Кыра́?) è un fiume dell'Estremo oriente russo che scorre nel Kyrinskij rajon del Territorio della Transbajkalia e nella Provincia del Dornod in Mongolia.
Il fiume è un affluente sinistro dell'Onon che ha origine dalla catena dei Monti Chėntėj a un'altitudine di circa 1 500 m. La lunghezza del fiume è di 141 km, l'area del bacino è di 5 360 km². Lungo il suo percorso si trovano i centri abitati di Kyra, Bylyra e Gavan'. I suoi maggiori affluenti sono: Bylyra e Byrca.